# العلاقات المغربية الإستونية
العلاقات المغربية الإستونية هي العلاقات الثنائية التي تجمع بين المغرب وإستونيا.

## دعم جمهورية إستونيا لمبادرة الحكم الذاتي
في إطار الدينامية الأوروبية والدولية الداعمة لمبادرة الحكم الذاتي وسيادة المغرب على صحرائه، أكد وزير خارجية جمهورية إستونيا مارغوس تساهكنا، عقب زيارته للمغرب سنة 2024، على دعم بلاده لمخطط الحكم الذاتي المغربي باعتباره مبادرة جادة، موثوقًة ومعقولة لهذا النزاع الإقليمي.
هذا الدعم الأول من نوعه من جمهورية تنتمي لدول البلطيق، قد تم تأكيده سنة 2025 من طرف وزير خارجيتها، عقب زيارة نظيره، السيد ناصر بوريطة، لهذا البلد.
واعتبرت إستونيا مخطط الحكم الذاتي الذي تقدم به المغرب سنة 2007 لتسوية قضية الصحراء أساسا جيدا، وجادا، وموثوقا لحل متوافق بشأنه بين الأطراف.

## مقارنة بين البلدين
هذه مقارنة عامة ومرجعية للدولتين:
| وجه المقارنة                                              | المغرب                                 | إستونيا                                                                             |
| --------------------------------------------------------- | -------------------------------------- | ----------------------------------------------------------------------------------- |
| المساحة (كم2)                                             | 710.85 ألف                             | 45.34 ألف                                                                           |
| عدد السكان (نسمة)                                         | 36.07 مليون                            | 1.32 مليون                                                                          |
| الكثافة السكانية (ن./كم²)                                 | 50.74                                  | 29.11                                                                               |
| العاصمة                                                   | الرباط                                 | تالين                                                                               |
| اللغة الرسمية                                             | اللغة العربية، أمازيغية معيارية مغربية | اللغة الإستونية                                                                     |
| العملة                                                    | درهم مغربي                             | يورو، كرون إستوني، كرون إستوني، المارك الإستوني                                     |
| الناتج المحلي الإجمالي (بليون دولار)                      | 109.14 مليار                           | 25.92 مليار                                                                         |
| الناتج المحلي الإجمالي (تعادل القوة الشرائية) بليون دولار | 274.06 مليار                           | 38.11 مليار                                                                         |
| الناتج المحلي الإجمالي الاسمي للفرد دولار أمريكي          | 2.88 ألف                               | 17.79 ألف                                                                           |
| الناتج المحلي الإجمالي للفرد دولار أمريكي                 | 7.49 ألف                               | 28.14 ألف                                                                           |
| مؤشر التنمية البشرية                                      | 0.628                                  | 0.871                                                                               |
| رمز المكالمات الدولي                                      | +212                                   | +372                                                                                |
| رمز الإنترنت                                              | .ma                                    | .ee                                                                                 |
| المنطقة الزمنية                                           | ت ع م+01:00                            | ت ع م+02:00، ت ع م+03:00، توقيت شرق أوروبا، أوروبا/تالين ‏، توقيت شرق أوروبا الصيفي ‏ |

## منظمات دولية مشتركة
يشترك البلدان في عضوية مجموعة من المنظمات الدولية، منها:
| علم المنظمة | اسم المنظمة                               | تاريخ انضمام المغرب | تاريخ انضمام إستونيا |
| ----------- | ----------------------------------------- | ------------------- | -------------------- |
|             | مؤسسة التنمية الدولية                     | 29 ديسمبر 1960      | 11 أكتوبر 2008       |
|             | يونسكو                                    | 7 نوفمبر 1956       | 14 أكتوبر 1991       |
|             | وكالة ضمان الاستثمار متعدد الأطراف        | 17 سبتمبر 1992      | 24 سبتمبر 1992       |
|             | الوكالة الدولية للطاقة الذرية             | ?                   | 1992                 |
|             | الأمم المتحدة                             | 12 نوفمبر 1956      | 17 سبتمبر 1991       |
|             | الفريق المعني برصد الأرض                  | ?                   | ?                    |
|             | الاتحاد البريدي العالمي                   | ?                   | ?                    |
|             | البنك الدولي للإنشاء والتعمير             | 25 أبريل 1958       | 23 يونيو 1992        |
|             | المنظمة الهيدروغرافية الدولية             | ?                   | ?                    |
|             | الاتحاد الدولي للاتصالات                  | 1 نوفمبر 1956       | 19 مايو 1922         |
|             | منظمة حظر الأسلحة الكيميائية              | ?                   | ?                    |
|             | مؤسسة التمويل الدولية                     | 30 أغسطس 1962       | 9 أغسطس 1993         |
|             | المركز الدولي لتسوية المنازعات الاستشارية | 10 يونيو 1967       | 23 يوليو 1992        |
|             | منظمة التجارة العالمية                    | 1995                | ?                    |
|             | منظمة الشرطة الجنائية الدولية             | ?                   | ?                    |

## وصلات خارجية
- موقع وزارة الخارجية المغربية
- موقع وزارة الخارجية الإستونية